# 海基·伊科拉
海基·伊科拉（芬蘭語：Heikki Ikola，1947年9月9日—），芬兰男子冬季两项运动员。他曾代表芬兰参加1972年、1976年和1980年冬季奥林匹克运动会冬季两项比赛，获得三枚银牌。